# لنگرها را بکشید (فیلم)
لنگرها را بکشید (به انگلیسی: Anchors Aweigh) یک فیلم کمدی موزیکال و تکنی کالر به کارگردانی جرج سیدنی و با بازی فرانک سیناترا، کاترین گریسون و جین کلی با آهنگ‌های جولی استاین و سمی کان در سال ۱۹۴۵ ساخته شده است. در این فیلم، دو ملوان به مرخصی چهار روزه‌ در ساحلی در هالیوود می‌روند، با یک خواننده جوان و عمه‌اش دیدار می‌کنند و ملوانان سعی می‌کنند به او کمک کنند تا در آزمون گلدوین-مایر شرکت کند.  علاوه بر این در یک لایو‌اکشن، جین کلی با جری موش، موش کارتونی مجموعه تام و جری می‌رقصد. تام گربه نیز در نقش نوکرِ جری موشِ پادشاه، حضور کوتاهی دارد.
این فیلم برنده جایزه اسکار بهترین موسیقی اوریژینال توسط جرجی استول در سال ۱۹۴۵ شده است.